# Tổng thống Slovakia
Tổng thống Cộng hòa Slovakia (tiếng Slovakia: Prezident Slovenskej republiky) là người đứng đầu nhà nước Slovakia và là tổng tư lệnh của Lực lượng Vũ trang. Tổng thống được người dân trực tiếp bầu chọn trong năm năm, và có thể được bầu tối đa hai nhiệm kỳ liên tiếp. Tổng thống chủ yếu là một văn phòng nghi lễ, nhưng tổng thống thực hiện một số quyền hạn nhất định với sự thận trọng tuyệt đối. Nơi ở chính thức của tổng thống là Cung điện Grassalkovich ở Bratislava.

## Lịch sử chức vụ
Chức vụ này được thiết lập bởi hiến pháp Slovakia vào ngày 1 tháng 1 năm 1993 khi Slovakia vĩnh viễn tách khỏi Tiệp Khắc và trở nên độc lập. Văn phòng bị bỏ trống cho đến ngày 2 tháng 3 năm 1993 khi tổng thống đầu tiên Michal Kováč được bầu bởi Hội đồng Quốc gia Cộng hòa Slovak. Tuy nhiên, vào năm 1998, Hội đồng Quốc gia đã không thể bầu người kế nhiệm cho Kováč. Kết quả là trong nửa năm sau khi nhiệm kỳ của Kováč kết thúc vào tháng 3 năm 1998, vị trí này đã bị bỏ trống. Nhiệm vụ và quyền hạn của văn phòng được trao cho thủ tướng và người phát ngôn của Hội đồng Quốc gia khi đó. Để đi đến một giải pháp, hiến pháp đã được thay đổi để chuyển cuộc bầu cử tổng thống cho người dân. Cuộc bầu cử tổng thống đã được tổ chức vào năm 1999, 2004, 2009, 2014 và 2019.

## Danh sách tổng thống Slovakia
| Tổng thống | Tổng thống | Tổng thống                                      | Thời gian tại nhiệm                       | Đảng phái                             | Năm đắc cử |
| ---------- | ---------- | ----------------------------------------------- | ----------------------------------------- | ------------------------------------- | ---------- |
| 1          |            | Michal Kováč 1930–2016 (Thời gian sống: 86 năm) | 2 tháng 3 năm 1993 – 2 tháng 3 năm 1998   | Phong trào vì Dân chủ Slovakia (HZDS) | 1993       |
| 2          |            | Rudolf Schuster Sinh 1934 (91 tuổi)             | 15 tháng 6 năm 1999 – 15 tháng 6 năm 2004 | Đảng Hiểu biết Dân sự (SOP)           | 1999       |
| 3          |            | Ivan Gašparovič Sinh 1941 (83 tuổi)             | 15 tháng 6 năm 2004 – 15 tháng 6 năm 2014 | Phong trào Dân chủ (HZD)              | 2004       |
| 3          | Độc lập    | Ivan Gašparovič Sinh 1941 (83 tuổi)             | 15 tháng 6 năm 2004 – 15 tháng 6 năm 2014 | 2009                                  |            |
| 4          |            | Andrej Kiska Sinh 1963 (62 tuổi)                | 15 tháng 6 năm 2014 – 15 tháng 6 năm 2019 | Độc lập                               | 2014       |
| 5          |            | Zuzana Čaputová Sinh 1973 (51 tuổi)             | 15 tháng 6 năm 2019 – 15 tháng 6 năm 2024 | Đảng tiến bộ Slovakia (PS)            | 2019       |
| 5          |            | Peter Pellegrini Sinh 1975 (49 tuổi)            | 15 tháng 6 năm 2024 – Đương nhiệm         | Tiếng Nói – Dân Chủ Xã Hội (Hlas)     | 2024       |